# Girolamo Napoleone Carlo Bonaparte
Girolamo Napoleone Carlo Federico Bonaparte, principe di Montfort, (Trieste, 24 agosto 1814 – Firenze, 12 maggio 1847), è stato un militare tedesco di origine francese.

## Biografia

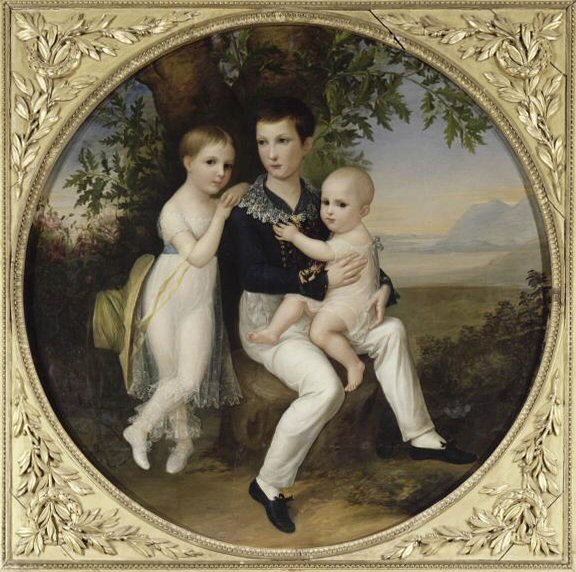
Girolamo Napoleone Carlo tiene sulle ginocchia il fratellino "Plon-Plon". Sua sorella, Matilde, è raffigurata a sinistra. Dipinto di Stapleaux, 1825 (Museo Fesch, Ajaccio).

Girolamo Napoleone Carlo Federico Bonaparte era il figlio maggiore di Girolamo Bonaparte, ex re di Westfalia e fratello minore di Napoleone I, e della principessa Caterina, figlia del re Federico I di Württemberg. Poiché suo nonno materno, aveva concesso a suo padre il titolo di principe di Montfort, nel 1816, egli è anche noto con questo titolo di cortesia. 
La sua famiglia era stata esiliata dalla Francia dalla seconda restaurazione, presso la corte tedesca del suo zio materno, Guglielmo I di Württemberg, presso il quale visse dal 1832. Addestrato all'accademia militare di Ludwigsburg, si arruolò nell'esercito del Württemberg, nel quale divenne Hauptmann (capitano) nel 1834, maggiore nel 1840 e poi colonnello dell'8º  reggimento. 
Agli inizi degli anni 1840, Girolamo accolse lo scrittore Charles-Victor Prévost da Arlincourt a Stoccarda, il quale diede del giovane principe una descrizione molto entusiasta: “Il principe Girolamo di Montfort, dotato di un bel viso e di un aspetto grazioso, è francese nello spirito e nel cuore. Parla e sogna solo la Francia. Egli dice sempre "noi" e parla dei figli della grande nazione. La sua posizione a Stoccarda è eccezionale, eppure gli sembra che la dimora più modesta in Francia gli sarebbe preferibile al palazzo più bello all'estero. Gli raccontai del passato di Napoleone; mi ascoltava con grande trasporto. Gli ho parlato del futuro del duca di Bordeaux; mi ha ascoltato con interesse..." Gloria per sempre, disse il principe, a chi renderà felice la Francia!" Questo era anche il mio pensiero. 
Di salute fragile fin dall'infanzia, il principe di Montfort, nel 1845, avrebbe voluto curarsi a Vernet-les-Bains, ma il governo di Luigi Filippo gli rifiutò l'ingresso nel territorio francese. Morì, senza discendenti, all'età di 32 anni.

## Ascendenza
|                                    |                                     |                                                      | Genitori                                  |  |  | Nonni |  |  | Bisnonni                  |  |  | Trisnonni                    |  |
|                                    |                                     |                                                      |                                           |  |  |       |  |  | Giuseppe Maria Buonaparte |  |  | Sebastiano Nicola Buonaparte |  |
|                                    |                                     |                                                      |                                           |  |  |       |  |  | Giuseppe Maria Buonaparte |  |  | Sebastiano Nicola Buonaparte |  |
|                                    |                                     | Maria Anna Tusoli                                    |                                           |  |  |       |  |  | Giuseppe Maria Buonaparte |  |  |                              |  |
| Carlo Maria Buonaparte             |                                     |                                                      |                                           |  |  |       |  |  | Giuseppe Maria Buonaparte |  |  |                              |  |
|                                    |                                     | Maria Saveria Paravicini                             | Giuseppe Maria Paravicini                 |  |  |       |  |  |                           |  |  |                              |  |
|                                    |                                     | Maria Saveria Paravicini                             | Giuseppe Maria Paravicini                 |  |  |       |  |  |                           |  |  |                              |  |
|                                    |                                     | Maria Saveria Paravicini                             | Maria Angela Salineri                     |  |  |       |  |  |                           |  |  |                              |  |
| Girolamo Bonaparte                 |                                     | Maria Saveria Paravicini                             |                                           |  |  |       |  |  |                           |  |  |                              |  |
|                                    |                                     | Giovanni Geronimo Ramolino                           | Giovanni Agostino Ramolino                |  |  |       |  |  |                           |  |  |                              |  |
|                                    |                                     | Giovanni Geronimo Ramolino                           | Giovanni Agostino Ramolino                |  |  |       |  |  |                           |  |  |                              |  |
|                                    |                                     | Giovanni Geronimo Ramolino                           | Angela Maria Peri                         |  |  |       |  |  |                           |  |  |                              |  |
| Maria Letizia Ramolino             |                                     | Giovanni Geronimo Ramolino                           |                                           |  |  |       |  |  |                           |  |  |                              |  |
|                                    |                                     | Angela Maria Pietrasanta                             | Giuseppe Maria Pietrasanta                |  |  |       |  |  |                           |  |  |                              |  |
|                                    |                                     | Angela Maria Pietrasanta                             | Giuseppe Maria Pietrasanta                |  |  |       |  |  |                           |  |  |                              |  |
|                                    |                                     | Angela Maria Pietrasanta                             | Maria Giuseppa Malerba                    |  |  |       |  |  |                           |  |  |                              |  |
| Girolamo Napoleone Carlo Bonaparte |                                     | Angela Maria Pietrasanta                             |                                           |  |  |       |  |  |                           |  |  |                              |  |
|                                    | Federico II Eugenio del Württemberg | Carlo I Alessandro del Württemberg                   |                                           |  |  |       |  |  |                           |  |  |                              |  |
|                                    | Federico II Eugenio del Württemberg | Carlo I Alessandro del Württemberg                   |                                           |  |  |       |  |  |                           |  |  |                              |  |
|                                    | Federico II Eugenio del Württemberg | Maria Augusta di Thurn und Taxis                     |                                           |  |  |       |  |  |                           |  |  |                              |  |
| Federico I di Württemberg          | Federico II Eugenio del Württemberg |                                                      |                                           |  |  |       |  |  |                           |  |  |                              |  |
|                                    |                                     | Federica Dorotea di Brandeburgo-Schwedt              | Federico Guglielmo di Brandeburgo-Schwedt |  |  |       |  |  |                           |  |  |                              |  |
|                                    |                                     | Federica Dorotea di Brandeburgo-Schwedt              | Federico Guglielmo di Brandeburgo-Schwedt |  |  |       |  |  |                           |  |  |                              |  |
|                                    |                                     | Federica Dorotea di Brandeburgo-Schwedt              | Sofia Dorotea di Prussia                  |  |  |       |  |  |                           |  |  |                              |  |
| Caterina di Württemberg            |                                     | Federica Dorotea di Brandeburgo-Schwedt              |                                           |  |  |       |  |  |                           |  |  |                              |  |
|                                    |                                     | Carlo Guglielmo Ferdinando di Brunswick-Wolfenbüttel | Carlo I di Brunswick-Lüneburg             |  |  |       |  |  |                           |  |  |                              |  |
|                                    |                                     | Carlo Guglielmo Ferdinando di Brunswick-Wolfenbüttel | Carlo I di Brunswick-Lüneburg             |  |  |       |  |  |                           |  |  |                              |  |
|                                    |                                     | Carlo Guglielmo Ferdinando di Brunswick-Wolfenbüttel | Filippina Carlotta di Prussia             |  |  |       |  |  |                           |  |  |                              |  |
| Augusta di Brunswick-Wolfenbüttel  |                                     | Carlo Guglielmo Ferdinando di Brunswick-Wolfenbüttel |                                           |  |  |       |  |  |                           |  |  |                              |  |
|                                    |                                     | Augusta di Hannover                                  | Federico di Gran Bretagna                 |  |  |       |  |  |                           |  |  |                              |  |
|                                    |                                     | Augusta di Hannover                                  | Federico di Gran Bretagna                 |  |  |       |  |  |                           |  |  |                              |  |
|                                    |                                     | Augusta di Hannover                                  | Augusta di Sassonia-Gotha-Altenburg       |  |  |       |  |  |                           |  |  |                              |  |
|                                    |                                     | Augusta di Hannover                                  |                                           |  |  |       |  |  |                           |  |  |                              |  |